# Mannelijk privilege

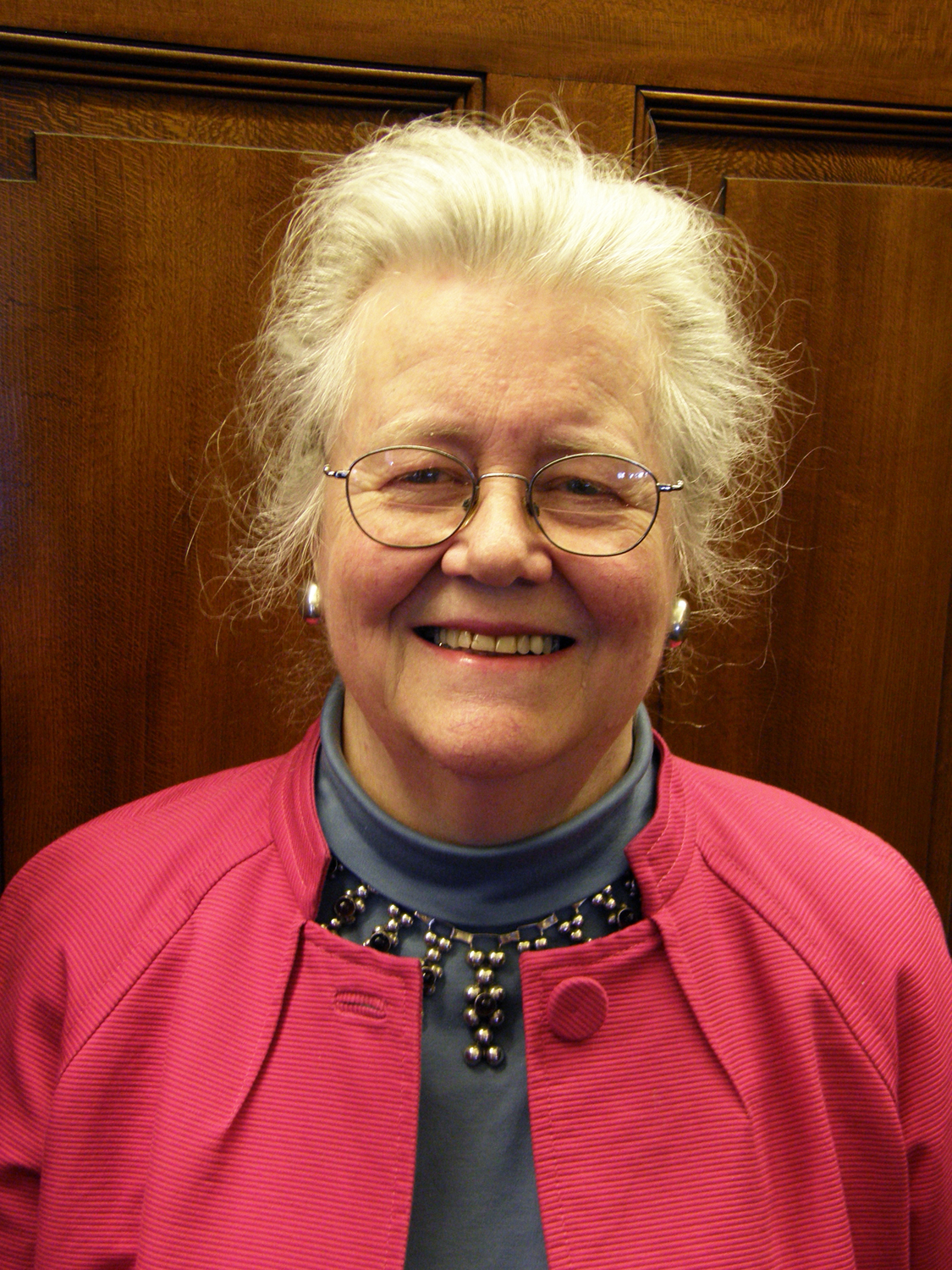
De term werd gepopulariseerd door de Amerikaanse academica en activiste Peggy McIntosh

Mannelijk privilege (leenvertaling van male privilege) is de sociale structuur van voordelen en rechten waarover mannen zouden beschikken op basis van hun geslacht. De aard van deze privileges kan sterk verschillen tussen verschillende regio's op basis van de heersende opvattingen over mannelijkheid in de regio.
Vooral in de jaren 1970 werd er veel onderzoek gedaan naar mannelijk privilege door feministische onderzoekers. Veel van dit onderzoek focuste zich initieel op juridische discriminatie tegen vrouwen. Recent onderzoek neemt eerder een intersectioneel perspectief en ziet mannelijk privilege als één vorm van privilege naast een reeks andere vormen van privilege op basis van andere sociale factoren. De term wordt sterk geassocieerd met hedendaags progressief activisme.

## Overzicht
Mannelijk privilege is een reeks voordelen en rechten die mannen hebben ten opzichte van mensen met een ander geslacht of die zich niet houden aan maatschappelijk bepaalde mannelijke normen. Deze voordelen kunnen juridisch, sociaal, economisch, politiek of zeer alledaags van aard zijn. Sociologen spreken van een samenleving die gekarakteriseerd wordt door de politieke dominantie van mannen als een patriarchaat.
Mannelijk privilege heeft geen betrekking op individuen of individuele voorvallen, maar op structurele eigenschappen van een samenleving. Anders gezegd is één mannelijke student die toevallig steeds hogere punten haalt dan vrouwelijke klasgenoten geen voorbeeld van mannelijke privilege. Wanneer echter zou blijken dat alle mannelijke studenten systematisch hogere punten halen dan vrouwelijke studenten, zou er sprake kunnen zijn van een mannelijk privilege.
Dit betekent ook dat het moeilijk is om systematisch analyses van mannelijk privilege toe te passen op concrete casussen. Alhoewel de gemiddelde man een maatschappelijk voordeel kan hebben, kunnen verscheidene eigenschappen ervoor zorgen dat een individuele man deze voordelen niet kan benutten. Zaken als seksuele geaardheid, huidskleur, afkomst, economische klasse, opleiding, een psychologische aandoening of een reeks andere factoren kunnen dit algemene privilege op individueel vlak sterk beïnvloeden. In recente jaren proberen onderzoekers deze uitzonderingen op te nemen door een intersectioneel perspectief in te nemen. Intersectionaliteit is een sociologisch begrip dat gepopulariseerd werd door de Amerikaanse jurist Kimberlé Crenshaw en heeft betrekking op de impact die verschillende vormen van discriminatie en sociale achterstelling samen zouden hebben.
Voorbeelden van mannelijk privilege zijn het glazen plafond, de loonkloof tussen mannen en vrouwen, de andere behandeling van mannen en vrouwen in verscheidene maatschappelijke instituten, de overrepresentatie van vrouwen als slachtoffer in gevallen van seksueel geweld en seksisme.

## Geschiedenis
De term werd in de jaren 1970 gemunt door feministische wetenschappers die onderzoek deden naar de verschillende vormen van discriminatie op basis van geslacht in de Verenigde Staten. Initieel onderzoek focuste zich vooral op juridische vormen van discriminatie.
De huidige term werd vooral gepopulariseerd in het werk van Peggy McIntosh, een Amerikaanse academica en activiste. McIntosh stelde in haar werk dat discriminatie niet begrepen moet worden als sabotage of discriminatie van minderheden, maar als een bevoordeling van sociaal dominante groepen. Behalve mannelijk privilege introduceerde ze ook wit privilege als term om deze vormen van sociale ongelijkheid te analyseren.
Sinds de 21ste eeuw is de term zeer populair geworden in activistische kringen. Vooral het activistisch gebruik van de term is populair in Europa.

## Mannenrechten-beweging
Mannelijk privilege is een belangrijk onderwerp van discussie in de mannenrechten-beweging en binnen het antifeminisme. Alhoewel de mannen binnen deze organisaties vaak erkennen dat mannen historische voordelen hadden ten opzichte van vrouwen, ontkennen ze dat er vandaag de dag nog altijd sprake zou zijn van discriminatie. Sommige groepen beweren zelfs dat vrouwen de nieuwe dominante groep zijn geworden en dat nu mannen het slachtoffer zouden zijn van systematisch onderdrukking.
Er zijn ook feministische mannenrechten-organisaties die het idee van mannelijk privilege grotendeels onderschrijven. Sommige van deze organisaties stellen dat feminisme altijd te veel nadruk heeft gelegd op de nadelige effecten van het patriarchaat op vrouwen en te weinig op de nadelen die mannen ondervinden. Recent feministisch onderzoek probeert daarom om meer aandacht te spenderen aan de negatieve gevolgen voor mannen.